# Вторжение в Рюкю
Вторжение в Рюкю (яп. 琉球侵攻 Ryūkyū Shinkō) — вторжение в Рюкю силами японского феодального владения Сацума с марта по май 1609 года. В результате Рюкю стало вассалом Сацумы.

## Вторжение

### Остров Осима
Флот Сацумы прибыл на остров Осима 7 апреля, где осимский народ не сопротивлялся, а помогал армии захватчиков. Таметен (笠利首里大屋子為転), вождь Касари, был подданным Кабаямы и призывал осимский народ сдаться. Сигетедару (焼内首里大屋子茂手樽), вождь Якиути, снабдил армию Сацумы. 10 апреля Сё Нэй, ван Рюкю, был проинформирован о высадке армии Сацумы на Осиму, и он отправил Ибуна (天龍寺以文長老), священника храма Тэнрю, на Осиму, чтобы сдаться, но Ибун пропустил армию Сацумы по неизвестным причинам. 16 апреля 13 кораблей Сацумы заранее отправились на Токуносиму, а остальные покинули Осиму в 6 утра 20 апреля.

### Остров Токуносима
17 апреля 13 кораблей прибыли на Токуносиму и рассеялись. Два корабля прибыли в Канагума, но ничего не произошло. Восемь кораблей прибыли в Амаги. Корабли всю ночь осаждали 1000 человек. 18 апреля войска Сацумы высадились, открыли огонь по толпе и убили 50 человек. Три корабля прибыли в Токуносиму и были атакованы у кромки воды местными людьми. Однако войска быстро дали отпор и убили 20—30 человек.